# Биврёст

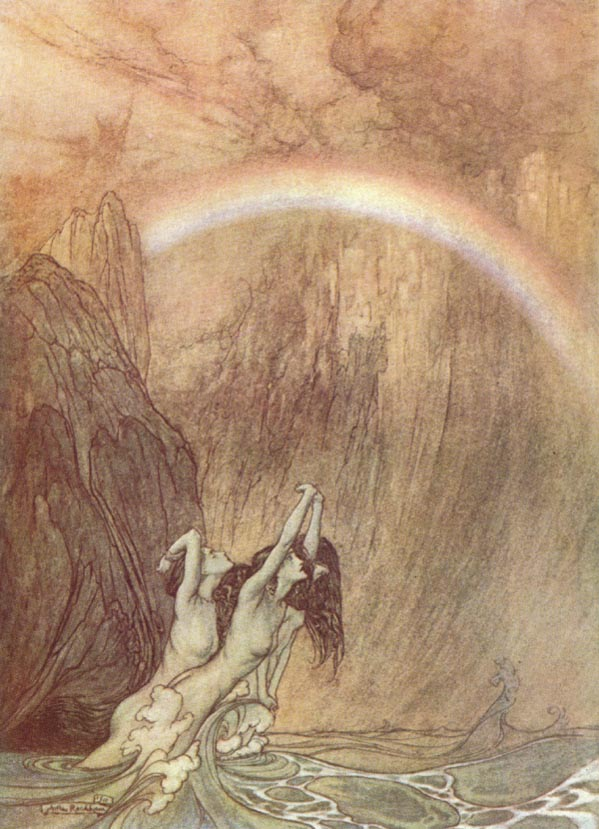

Биврёст (др.-исл. bifrǫst — «трясущаяся дорога») — в германо-скандинавской мифологии радужный мост, соединяющий Асгард с другими мирами.
Бессменный страж этого моста — Хеймдалль, чьё жилище Химинбьёрг находится у основания Биврёста. Считалось, что красная часть радуги — это огненное основание моста, а потому Биврёст могут пересекать только боги.
Перед Рагнарёком сыны Муспельхейма переходят этот мост для схватки с богами, и он при этом рушится.
Как предполагают учёные, первоначально этот мост представлял не радугу, а Млечный Путь, отмечая параллели между ним и другим мостом из германо-скандинавской мифологии, — Гьялларбру (норв. Gjallarbrú).

## Отсылки в искусстве
- В восьмом и заключительном фильме серии фильмов о Гарри Поттере по книгам английской писательницы Дж. К. Роулинг во время Битвы за Хогвартс, финального сражения между добрыми и злыми волшебниками, отряд оборотней, находящихся под командованием Фенрира Сивого (ср. Фенрир), пытается прорваться в замок по деревянному мосту, но мост, заколдованный Невиллом Долгопупсом, разрушается под ними. При этом в книге этот эпизод отсутствует.
- В God of War Биврёст является механикой, которая накладывается на игрового персонажа и суммирует весь получаемый урон.